# Masahiro Takashima
Masahiro Takashima (髙嶋 政宏 Takashima Masahiro?, nacido el 29 de octubre de 1965 en Tokio) es un actor y cantante japonés. 

## Primeros años
Takashima proviene de una familia de actores, incluido su padre Tadao Takashima, su madre Hanayo Sumi y su hermano menor Masanobu Takashima.

## Carrera

### Actuación
Takashima debutó en la película de 1987 Totto Channel, dirigida por Kazuki Ōmori. Su papel como Tsuda en Busu ese mismo año le valió el Premios de la Academia Japonesa por el recién llegado del año, así como el Premio Blue Ribbon, el Premio Hochi Film, el Premio Kinema Junpo y el Premio Mainichi Film al Mejor Actor Nuevo en 1988. Desde entonces, ha aparecido en largometrajes, incluidos Gunhed, Zipang (1990), Godzilla vs. Mechagodzilla II, Godzilla vs. Destoroyah y Kakushi Toride no San-Akunin: The Last Princess. Apareció en el drama policial de televisión Sangaku kyûjotai Shimon Ikki.

### Cantante
Como cantante, Takashima lanzó sencillos y álbumes de 1992 a 1994. Hizo un cover de la canción de King Crimson Starless en el lado B de su sencillo de 1993 Kowarerukurai Dakishimetai (こ わ れ る く ら い 抱 き し め た い). En Rock Fujiyama, fue apodado Starless Takashima (ス タ ー レ ス 髙 嶋) porque era un entusiasta de King Crimson. 

## Vida personal
Takashima se casó con la actriz de teatro Sylvia Grab en 2005.
Takashima ha expresado su amor por la música rock, especialmente el rock progresivo. Es fanático de Kiss, y admitió en una entrevista con la revista semanal japonesa Flash, que el primer concierto al que asistió fue un show de Kiss en Nippon Budokan en 1978. Takashima apareció en el programa de música japonés Rock Fujiyama en 2006 y 2007, hablando de su banda inglesa favorita King Crimson, afirmando que había asistido a conciertos en vivo de los siguientes grupos: King Crimson, Michael Schenker Group, Yes y AC/DC. Se le pidió a Takashima que escribiera las notas para el álbum recopilatorio de King Crimson después de su primera aparición en Rock Fujiyama. 
Takashima profesa disfrutar de la música de Grand Funk Railroad, Thin Lizzy y Sex Pistols . Takashima sorprendió al entusiasta de Kiss Marty Friedman de Megadeth cuando mostró recuerdos raros de Kiss en Rock Fujiyama.

## Filmografía

### Películas
- Gunhed (1989)
- Godzilla vs. Mechagodzilla II (1993)
- Godzilla vs. Destoroyah (1995)
- Lady Maiko (2014)
- Zakurozaka no Adauchi (2014)
- Nobunaga Concerto (2016), Shibata Katsuie
- Kin Medal Otoko (2016)
- Honnō-ji Hotel (2017), Akechi Mitsuhide
- Kingdom (2019), Lord Changwen
- Masquerade Hotel (2019)
- Kuubo Ibuki (2019), Takanobu Taki
- 3 Nin No Nobunaga (2019), Kanbara Ujinori
- Kaguya-sama wa Kokurasetai - Tensai-tachi no Ren'ai Zunōsen (2019)
- AI Hōkai (2020)

### Televisión
- Dokuganryū Masamune (1987), Katakura Shigenaga
- Mōri Motonari (1997), Amago Haruhisa
- Toshiie to Matsu (2002), Tokugawa Ieyasu
- Yae no Sakura (2013), Makimura Masanao
- Nobunaga Concerto (2014), Shibata Katsuie
- Prison School (2015), presidente Kurihara
- Onna jōshu Naotora (2017), Honda Tadakatsu